# Seznam baltimorských arcibiskupů

Znak arcidiecéze Baltimor

BIskupství v Baltimoru bylo založeno v roce 1789, v roce 1808 pak bylo povýšeno na arcibiskupství. Zde je seznam biskupů a arcibiskupů, kteří seděli na (arci)biskupském stolci od jeho zřízení až po dnešek.
1. John Caroll (od 1785 prefekt USA, 1789–1815, od 1808 arcibiskup)
2. Leonard Neale (od 1795 arcibiskup koadjutor, 1815–1817)
3. Ambrose Maréchal (1817–1828)
4. James Whitfield (v roce 1828 krátce arcibiskup koadjutor, 1828–1834)
5. Samuel Eccleston (v roce 1834 krátce arcibiskup koadjutor, 1834–1851)
6. Francis Patrick Kenrick (předtím biskup philadelphský, 1851–1863)
7. Martin John Spalding (předtím biskup louisvillský, 1864–1872)
8. James Roosevelt Bayley (předtím biskup newarský, 1872–1877)
9. James kardinál Gibbons, (předtím biskup richmondský a od roku 1877 arcibiskup koadjutor, 1877–1921, kardinál od roku 1886)
10. Michael Joseph Curley (předtím biskup ze Saint Agustine, 1921–1947)
11. Francis Patrick Keough (předtím biskup z Providence, 1947–1961)
12. Lawrence Joseph kardinál Shehan (předtím biskup bridgeportský a v roce 1961 krátce arcibiskup koadjutor, 1961–1974, kardinál od roku 1965, zemřel 1984)
13. William Donald Borders (předtím biskup orlandský, 1974–1989)
14. William Henry kardinál Keeler (předtím biskup harrisburský, 1989–2007, kardinál od 1994)
15. Edwin Frederick kardinál O’Brien (předtím arcibiskup vojenského ordinariátu v USA, 2007–2011, kardinál od 2012)
16. William Edward Lori (předtím biskup Bridgeportu, od 2012)